# 褐色园丁鸟
褐色园丁鸟（學名：Amblyornis inornata），是一種棲息於西巴布亞多貝拉伊半島的園丁鳥科鳥類。

## 特徵
褐色园丁鸟是園丁鳥科中體型最大，築巢能力最佳的一員。身長約21-35厘米，雌性略小。羽毛呈深橄欖色，腹部呈白色，缺乏裝飾羽。

## 習性
與一般的園丁鳥一樣，該物種的雄性會利用就地取材的資源建築巨大的涼亭狀鳥巢。涼亭呈現錐形的小屋狀結構，高約100厘米，直徑160厘米，入口通常由兩根柱狀支柱支撐，入口前方的空地會被清空並鋪上苔癬。此外，牠們還會收集色彩鮮艷的花朵、果實、甲蟲鞘翅等物件來裝飾門面。為了吸引雌性，雄性除了擴建涼亭，也時常更換涼亭的裝飾物，以稀奇、艷麗、壯觀的「收藏品」與其他雄性競爭，雄性之間甚至被觀察到有互相盜竊稀有裝飾物的行為。涼亭在雄性成功吸引雌性並交配後會遭到廢棄，沒有長期居住與育兒的功能。

## 保育
由於外表樸素無商業價值，褐色园丁鸟不曾遭到濫捕，是當地的常見鳥類。

## 外部連結
- Avian Visual Cognition: Photo of male （页面存档备份，存于） arranging red flowers and black beetle elytra. Retrieved 2007-FEB-19.
- BirdLife Species Factsheet. Retrieved 2007-FEB-19.
- Photo of male in front of bower （页面存档备份，存于） by Don Roberson. Note discarded batteries and film casings. Retrieved 2007-FEB-19.
- Video of a Vogelkop Bowerbird preparing its display （页面存档备份，存于）
- Video footage from the BBC's Life and Life of Birds series （页面存档备份，存于）